# Liste der Ehrensenatoren der Universität Salzburg
Die Liste der Ehrensenatoren der Universität Salzburg listet alle Personen auf, die von der Universität Salzburg die Würde des Ehrensenators verliehen bekommen haben, chronologisch sortiert nach dem Jahr der Verleihung.

## Ehrensenatoren
- 1966: Hans Lechner
- 1968: Thomas Michels, Heinrich Drimmel, Herbert von Karajan, Alfred Bäck, Helmuth M. Merlin
- 1972: Josef Klaus, Günther Klinge, Paul Augustin Mayer, Walter Vavrovsky
- 1973: Karl Heinrich Waggerl
- 1974: Franz Reisenberger, Georg Berger-Sandhofer
- 1975: Alois Hanselitsch, Carl Holböck, G. Adolf Springer
- 1976: Theodor Piffl-Perčević, Friedrich Welz
- 1977: Egon Lendl
- 1978: Rolf Weinberger, Norbert Zimmer
- 1981: Mortimer Sackler
- 1983: Walter Aichinger
- 1985: Hertha Firnberg, Wilfried Haslauer senior, Arnold Henhapl, Konrad F. Springer
- 1986: Walter Matzka, Wolfgang Radlegger
- 1990: Heinz Götze
- 1991: Anton Feistl, Adriaan Paul Jan Janssen, Otto Drischel
- 1992: Carl Arthur Frormann
- 1993: Alice D’Andrea-Schneidinger, Burkhard Ludwig Ernst
- 1994: Hans Katschthaler, Roland J. Schachermayer
- 1995: Herbert Batliner
- 1997: Adolf Wala, Leo Wallner, Degenhard Moser
- 1998: Otto Michael Wittschier
- 2000: Hans Asamer, Andreas Schill
- 2002: Heinz Löffler, Donald Kahn
- 2003: Werner Teuffel
- 2005: Hans Hager, Liselotte Hager
- 2007: Humer Majo Fruithof, Gerhard Lenz
- 2008: Othmar Raus
- 2011: Renate Gerber-Ebner
- 2012: Wolfgang Porsche
- 2013: Urs Lauffer
- 2015: Otto Zich, Klaus Kuschel[1]
- 2016: Franz B. Humer[2]